# Hanser Alberto
Hanser Joel Alberto Peña (* 17. Oktober 1992 in San Francisco de Macorís, Dominikanische Republik) ist ein dominikanischer Baseballspieler, welcher zurzeit als Free Agent aktiv ist. Er spielte zuvor für die Texas Rangers, die Baltimore Orioles, die Kansas City Royals, Los Angeles Dodgers und die Chicago White Sox.

## Karriere

### Texas Rangers
Alberto unterschrieb als Free Agent bei den Texas Rangers im November 2009 und erhielt einen Bonus von 7.000 Dollar. Im Jahr 2010 spielte er für die Dominican Summer Rangers der Dominican Summer League auf Rookie-Niveau und gewann den Batting-Title. Alberto begann die Saison 2013 mit den Frisco Rough Riders der Class AA Texas League, wurde später aber zu den Myrtle Beach Pelicans der Class A-Advanced Carolina League degradiert. 2014 kehrte er nach Frisco zurück und gewann den Rawlings Minor League Gold Glove Award als bester defensiver Shortstop im Baseball der Minor League.
Die Rangers beförderten Alberto am 28. Mai 2015 in die Major League. Am nächsten Tag gab er sein Debüt gegen die Boston Red Sox. Er schlug .200 mit zwei Run Batted In (RBI) in der Postseasonzwei in der American League Division Series 2015 gegen die Toronto Blue Jays. Am 14. Dezember 2017 unterzeichnete Alberto einen Vertrag mit den Rangers in einer Minor League.

### Baltimore Orioles
Alberto wurde von den New York Yankees am 2. November 2018 beansprucht. Die Yankees entfernten Alberto jedoch wieder am 11. Januar 2019. Alberto wurde nur wenige Stunden später von den Baltimore Orioles beansprucht. Alberto wurde am 19. Februar 2019 wieder entfernt. Am 22. Februar 2019 wurde Alberto von den San Francisco Giants beansprucht. Am 1. März beanspruchten die Orioles Alberto erneut und setzten ihn auf den 40-Man Roster.
Am 7. April 2019, in einem Spiel gegen die New York Yankees, spielte Alberto erstmals als Pitcher. Es wurden zwei Runs und ein Homerun erzielt.
Am 2. Dezember wurde Alberto von der Orioles entlassen.

### Kansas City Royals
Am 31. Januar 2021 unterzeichnete Alberto einen Minor-League-Vertrag mit den Kansas City Royals. Am 29. März 2021 wurde Alberto in das 40-Mann-Roster aufgenommen. Alberto bestritt 103 Spiele für die Royals, in denen einen Batting Average von .270 mit 2 Homeruns und 24 RBIs erzielte. Am 29. Oktober entschied sich Alberto für die Free Agency.

### Los Angeles Dodgers
Am 23. März 2022 unterzeichnete Alberto einen Einjahresvertrag über 1,6 Millionen Dollar mit den Los Angeles Dodgers. Der Vertrag enthält eine Option auf 2 Millionen Dollar für 2023. Alberto spielte auf allen Positionen im Infield und als Right Fielder, kam in 73 Spielen zum Einsatz und erzielte eine Batting Average von .244 mit zwei Home Runs und 15 RBIs. Er kam in 10 Spielen als Pitcher zum Einsatz, wobei er fünf Runs in 11 Innings zuließ und einen Major-League-Rekord für die meisten Pitching-Einsätze eines Positionsspielers in einer Saison aufstellte. Am 8. November 2022 lehnten die Dodgers Albertos Option für 2023 ab und machten ihn zum Free Agent.

### Chicago White Sox
Am 11. Januar 2023 unterzeichnete Alberto einen Minor-League-Vertrag mit den Chicago White Sox. Am 3. April machte Alberto seinen ersten Pitching-Auftritt der Saison in einem Blowout-Niederlage gegen die San Francisco Giants. In 30 Spielen für die White Sox erzielte Alberto einen Batting Average von .220 mit drei Homeruns und 16 RBIs. Am 4. Juni wurde Alberto bedingungslos freigestellt.